# Yuzhni (Novokubansk)
Yuzhni (del ruso: Южный) es un posiólok del raión de Novokubansk en el krai de Krasnodar de Rusia. Está situado en las llanuras enmarcadas entre las vertientes septentrionales del Cáucaso Norte y el río Kubán, 50 km al sur de Novokubansk y 176 km al este de Krasnodar. Tenía 270 habitantes en 2010.
Pertenece al municipio Sovétskoye.